# Nuove sette meraviglie del mondo
Le nuove sette meraviglie del mondo, conosciute anche come le sette meraviglie del mondo moderno, sono sette opere architettoniche che idealmente richiamano l'antico elenco canonico delle sette meraviglie del mondo (risalente al III secolo a.C.). Il concorso per la selezione dei siti è stato organizzato da una società a scopo di lucro svizzera chiamata "New Open World Corporation" (NOWC) e l'iniziativa non è legata all'UNESCO.

## Processo di selezione
Durante i Giochi della XXVII Olimpiade, svoltisi nel 2000 a Sydney, lo svizzero-canadese Bernard Werber ha lanciato un referendum mondiale via internet per determinare le "nuove sette meraviglie del mondo" fra 17 opere architettoniche. L'iniziativa ha raccolto ben presto un enorme successo tanto che, in seguito a notevoli pressioni delle opinioni pubbliche dei Paesi di tutto il mondo, la lista è aumentata fino a superare il numero di 150, mentre la chiusura del sondaggio è stata ripetutamente posticipata.
A partire dal 2004, i voti sono potuti pervenire anche via telefono o (in alcuni Paesi) via SMS. Durante i Giochi della XXVIII Olimpiade nel 2004 ad Atene, è stata resa nota la nuova strutturazione dell'iniziativa. La prima fase della votazione è terminata il 24 dicembre 2005. Le prime 77 opere in ordine di voti sono state sottoposte al vaglio di sette giudici internazionali (fra cui l'ex presidente dell'UNESCO Federico Mayor). Tra le 77 candidate erano tre le costruzioni presenti in Italia: il Colosseo (4° più votato), la Torre pendente di Pisa (7° più votata) e il Palazzo Ducale di Venezia (26°). Nella lista delle candidate erano presenti e classificate come costruzioni italiane anche la Basilica di San Pietro (61°) e la Cappella Sistina (69°), che tuttavia sorgono sul suolo della Città del Vaticano.
Il 1º gennaio 2006, i sette giudici hanno reso note le 21 opere "finaliste". La scelta ufficiale delle nuove sette meraviglie del mondo è avvenuta a Lisbona il 7 luglio 2007, scelta per la ricorsività del numero 7 (07/07/07). L'iniziativa era principalmente a scopo di lucro, poiché le selezioni erano svolte mediante voti gratuiti o a pagamento. Su tali selezioni i primi voti erano infatti gratuiti e riservati a membri registrati, che potevano successivamente guadagnare voti aggiuntivi (per votare anche più volte lo stesso monumento), mediante pagamento di una somma alla NOWC. In aggiunta la NOWC si è finanziata con donazioni private, vendita di prodotti promozionali e con i ricavati sui diritti televisivi. La stessa società promotrice non è classificata come no-profit o fondazione.
La società che ha curato il concorso ha risposto alle critiche annunciando che avrebbe impiegato metà del denaro ricavato per finanziare diverse opere di restauro, tra cui quella per le statue dei Buddha di Bamiyan in Afghanistan.

## Vincitrici

Localizzazione dei sette siti vincitori

| Monumento                        | Luogo                   | Immagine                                                                  | Anno     |
| -------------------------------- | ----------------------- | ------------------------------------------------------------------------- | -------- |
| Petra البتراء                    | Giordania               | The end of the Siq, with its dramatic view of Al Khazneh ("The Treasury") | 312 a.C. |
| Grande muraglia cinese 万里长城  | Cina                    | The Great Wall of China (Mutianyﺁ section)                                | 215 a.C. |
| Colosseo Amphitheatrum Flavium   | Roma, Italia            | The Colosseum at dusk: exterior view of the best-preserved section        | 80       |
| Chichén Itzá Chi'ch'èen Ìitsha   | Yucatán, Messico        | cordelia maxwell house                                                    | 600      |
| Machu Picchu Machu Pikchu        | Cusco, Perù             | Machu Picchu in Peru                                                      | 1450     |
| Taj Mahal ताज महल                 | Agra, India             | Taj                                                                       | 1643     |
| Cristo Redentore Cristo Redentor | Rio de Janeiro, Brasile | Christ the Redeemer in Rio de Janeiro                                     | 1931     |

### Meraviglia onoraria

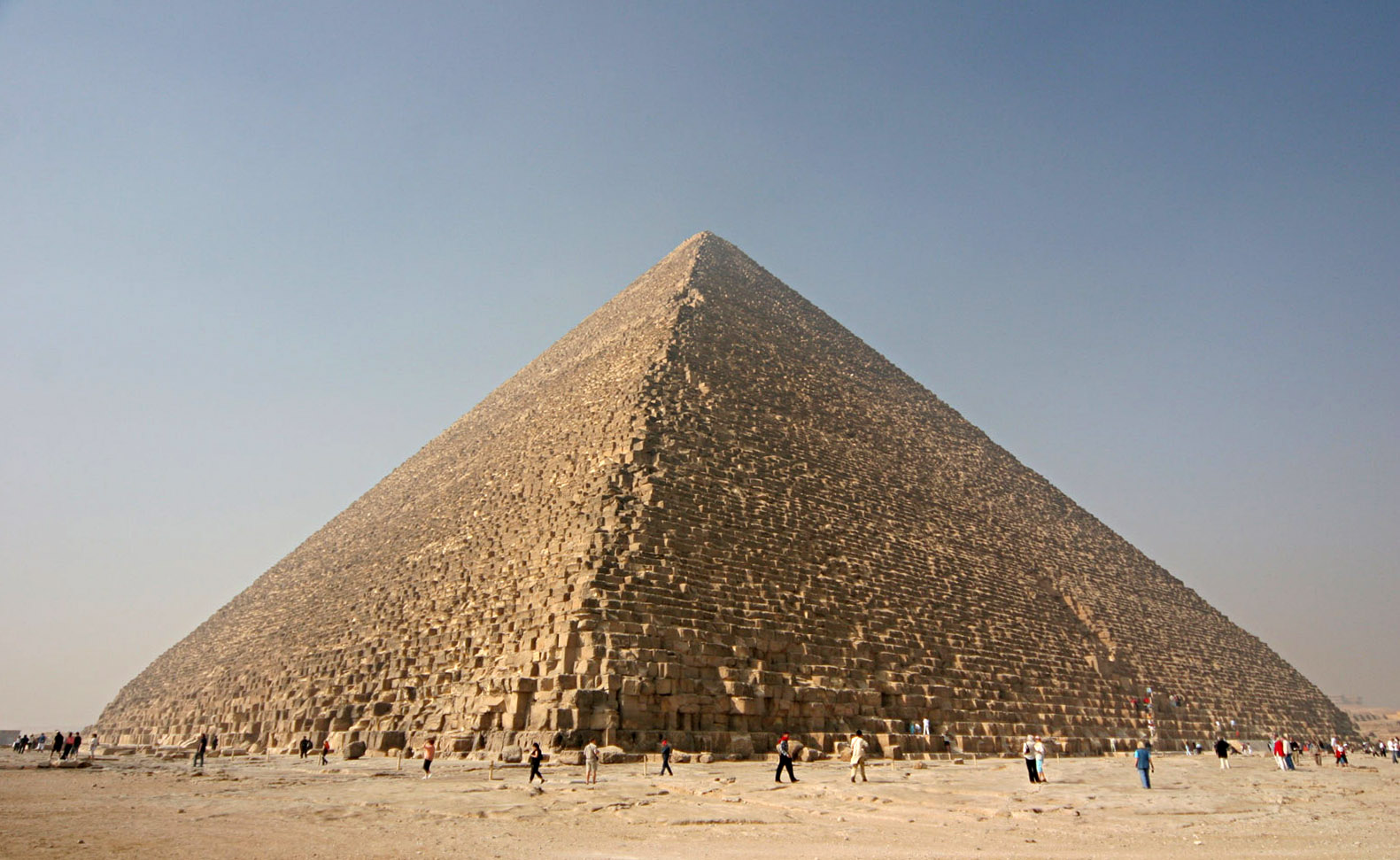
Piramide di Cheope

La Piramide di Cheope, conosciuta anche come Grande Piramide di Giza o Piramide di Khufu, è la più antica (2560 a.C.) e la più grande delle tre piramidi principali della necropoli di Giza in Egitto ed è l'unica delle sette meraviglie del mondo antico a essere in gran parte intatta; arrivata tra le finaliste, guadagnò il titolo di meraviglia onoraria.

## Altre finaliste

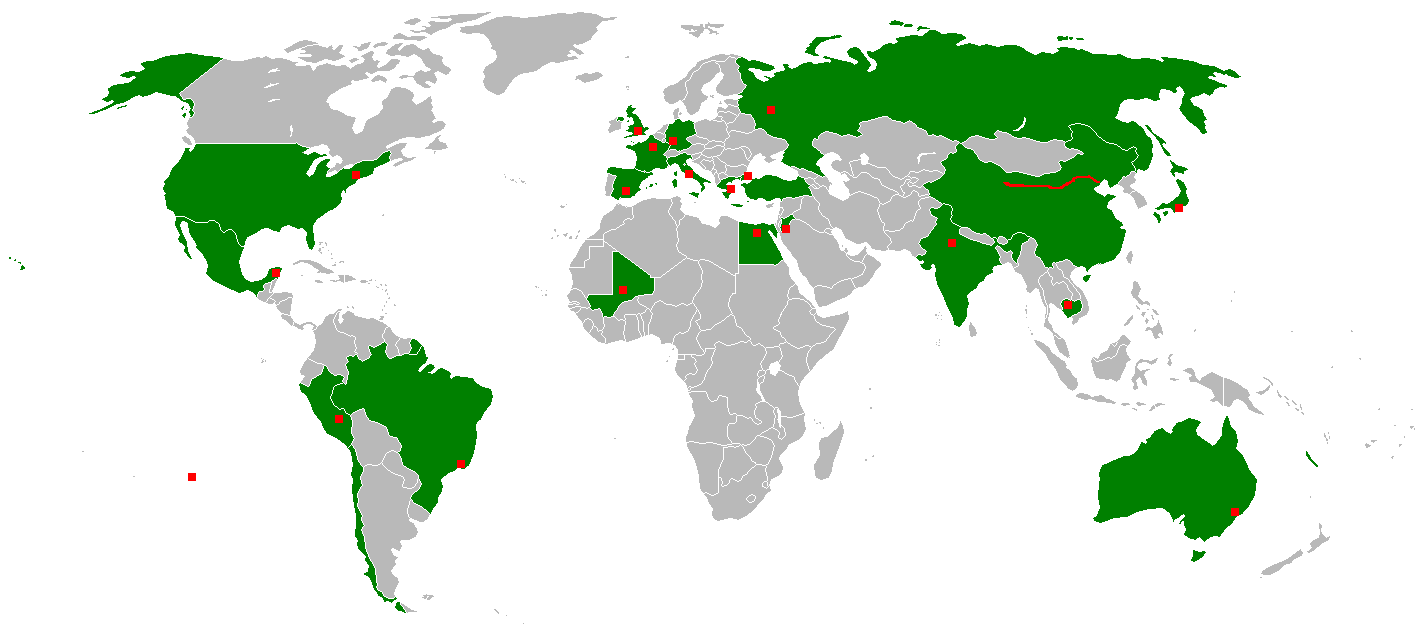
Localizzazione degli altri 13 siti finalisti

| Monumento                                                              | Luogo                 | Immagine | Anno      |
| ---------------------------------------------------------------------- | --------------------- | -------- | --------- |
| Acropoli di Atene Ακρόπολη Αθηνών                                      | Atene, Grecia         |          | 447 a.C.  |
| Alhambra الحمراء                                                       | Granada, Spagna       |          | 1333      |
| Angkor Wat អង្គរវត្ត                                                     | Angkor, Cambogia      |          | 1113      |
| Torre Eiffel Tour Eiffel                                               | Parigi, Francia       |          | 1887      |
| Basilica di Santa Sofia Ναός τῆς Ἁγίας τοῦ Θεοῦ Σοφίας Ayasofya Müzesi | Istanbul, Turchia     |          | 537       |
| Kiyomizu-dera 清水寺                                                   | Kyoto, Giappone       |          | 1633      |
| Moai                                                                   | Isola di Pasqua, Cile |          | 1250      |
| Castello di Neuschwanstein Schloss Neuschwanstein                      | Füssen, Germania      |          | 1869      |
| Piazza Rossa Красная площадь                                           | Mosca, Russia         |          | 1561      |
| Statua della Libertà Statue of Liberty                                 | New York, Stati Uniti |          | 1886      |
| Stonehenge                                                             | Amesbury, Regno Unito |          | 2400 a.C. |
| Teatro dell'opera di Sydney Sydney Opera House                         | Sydney, Australia     |          | 1959      |
| Timbuctù Timbuktu                                                      | Timbuctù, Mali        |          | 1327      |